# Chodecz (gmina)
Chodecz est une gmina mixte du powiat de Włocławek, Couïavie-Poméranie, dans le centre-nord de la Pologne. Son siège est la ville de Chodecz, qui se situe environ 28 km au sud de Włocławek et 76 km au sud de Toruń.
La gmina couvre une superficie de 122,23 km2 pour une population de 6 395 habitants.

## Géographie
La gmina est bordée par les gminy de Boniewo, Kowal, Lubień Kujawski, Lubraniec et Włocławek.